# Національний народний театр
Національний народний театр (фр. Le Théâtre national populaire, TNP) — французький драматичний театр.
Заснований в 1920 актором і режисером Фірменом Жем'є. Спочатку містився в Палаці Шайо в Парижі. В 1945 постановки в театрі були припинені, у будинку розмістилися служби ООН. З 1951 керівництво TNP взяв на себе Жан Вілар при активній підтримці міністерства освіти Франції. 1972 року міністерство освіти перенесло театр до містечка Віллербан, що неподалік Ліону. Театру був також доданий статус Національного центра драматичного мистецтва.